# (618348) 2016 PN
(618348) 2016 PN è un asteroide Aten. Scoperto nel 2016, presenta un'orbita caratterizzata da un semiasse maggiore pari a 0,858708 UA e da un'eccentricità di 0,332159, inclinata di 21,603459° rispetto all'eclittica. Ha un diametro di 0,160	km e un periodo di rotazione di 5,455 ore.
L'asteroide ha inizialmente ricevuto la denominazione 618348 Andreisherstyuk, che poi è stata eliminata.